# The Zero Hour (film 1918)
The Zero Hour è un film muto del 1918 diretto da Travers Vale. Prodotto e distribuito dalla World Film, fu sceneggiato da Harry O. Hoyt e Hamilton Smith su un soggetto di Paul West. June Elvidge assunse il doppio ruolo delle gemelle; gli altri interpreti erano Frank Mayo, Armand Kaliz, Henry Warwick, Grace Henderson.

## Trama
Le gemelle Fanny e Evelyn Craig ignorano che il patrigno Micah Parrish, un presunto spiritista, sia un ciarlatano. Ritornate dal college, Evelyn diventa l'assistente di Parrish e del suo socio, l'ancora più subdolo Esau Brand, mentre Fanny, disgustata da quell'andazzo, se ne va da casa, trovandosi un lavoro da segretaria presso un avvocato, Bruce Taunton. Dopo la morte di sua madre durante una seduta spiritica, l'avvocato giura a sé stesso che metterà dietro le sbarre tutti i mistificatori della città che si spacciano per medium o chiaroveggenti. Ma, il giorno delle sue nozze con Fanny, la giovane viene uccisa e lui perde la ragione. Esau Brand, vedendo l'opportunità di fermare la crociata di Bruce contro di lui e i suoi compari, costringe la riluttante Evelyn ad apparire a Bruce ogni sera come se fosse il fantasma di Fanny. Quando, però, Bruce minaccia di volersi sparare per riunirsi alla morta, Evelyn non riesce a reggere più il gioco e gli si rivela. L'influenza di Brand su di lei viene meno e, finalmente libera, la giovane trova l'amore in Bruce il quale supera infine le sue depressioni consolandosi tra le sue braccia.

## Produzione
Il film, il cui titolo originale era The Love Wraith, fu prodotto dalla World Film.

## Distribuzione
Il copyright del film, richiesto dalla World Film Corp., fu registrato il 29 novembre 1918 con il numero LU13165.
Distribuita dalla World Film, la pellicola uscì nelle sale cinematografiche statunitensi il 16 dicembre 1918. La pubblicità asseriva che il soggetto del film era stato scritto da Paul West poco prima della sua morte avvenuta in Francia.
Non si conoscono copie ancora esistenti della pellicola che viene considerata presumibilmente perduta.